# ATP Tour

Logo der ATP World Tour von 2009 bis 2018

Als ATP Tour (2009–2018: ATP World Tour) bezeichnet man die von der Spielervereinigung ATP veranstaltete Herrentennis-Turnierserie. Die Saison beginnt um den Jahreswechsel und endet Mitte November. Für Siege bei den Veranstaltungen bekommen die Spieler Punkte in der Tennisweltrangliste gutgeschrieben. Im Herren-Profitennis stellt die ATP Tour vor der ATP Challenger Tour und der ITF Future Tour die höchste Turnierserie dar. Das Pendant bei den Damen ist die WTA Tour.

## Turnierkategorien
Innerhalb der Tour unterscheiden sich Turniere durch die Anzahl der dort vergebenen Weltranglistenpunkte und Preisgelder. Sie ließen sich 2024 nach ihrer Wertigkeit in drei Kategorien unterteilen:
- 9 Turniere der ATP Tour Masters 1000
- 13 Turniere der ATP Tour 500
- 38 Turniere der ATP Tour 250

Eine Sonderrolle nehmen die jährlich im November stattfindenden ATP Finals als Abschlussturnier der besten acht Spieler ein. Die Mannschaftsweltmeisterschaft (World Team Cup) der ATP wurde letztmals 2012 ausgetragen. Seit 2020 findet der ATP Cup jährlich in Brisbane, Sydney und Perth statt.
Die Anzahl der Turniere der Kategorie ATP 500 erhöhte sich 2025 von 13 auf 16. Die Turniere in Dallas, Doha und München wurden von der Kategorie ATP 250 auf ATP 500 hochgestuft. Die ATP-250-Turniere in Córdoba, Estoril, Lyon, Newport und Atlanta sind entfallen. Dadurch reduzierte sich die Anzahl der ATP-250-Turniere von 38 auf 30 gegenüber 2024. Die neuen Kategorien umfassen:
- 9 Turniere der ATP Tour Masters 1000
- 16 Turniere der ATP Tour 500
- 30 Turniere der ATP Tour 250

## Turnierkalender
Der Turnierkalender der ATP Tour wird maßgeblich von den vier Grand-Slam-Turnieren beeinflusst. Diese gelten als wichtigste Turniere der Saison. Sie werden wie der Davis Cup sowie das Tennisturnier bei den Olympischen Spielen von der ITF ausgerichtet und gehören somit nicht zur ATP Tour.
Vor den Grand-Slam-Turnieren finden meist eine Reihe von Vorbereitungsturnieren auf gleichem Bodenbelag und in regionaler Nähe statt. Dadurch lässt sich eine Saison vereinfacht in eine kurze Hartplatzsaison in Asien und Ozeanien vor den Australian Open, eine europäische Sandplatzsaison in Vorbereitung auf die French Open, eine europäische Rasenplatzsaison im Rahmen der Wimbledon Championships, eine nordamerikanische Hartplatzsaison vor den US Open und eine Hallensaison auf Hartplatz vor den ATP Finals einteilen.
Zwischen den Australian Open und den French Open findet zudem der sogenannte Golden Swing, eine Reihe von Sandplatzturnieren in Lateinamerika, statt. Ansonsten wird bis zu den beiden größten Turnieren der ATP World Tour Masters 1000 in Indian Wells und Miami auf Hartplatz, zumeist in der Halle, gespielt. Auch zwischen Wimbledon und den US Open finden in Europa zunächst noch einige Sandplatzturniere statt, bevor dann bis zum Abschluss der Saison ausschließlich auf Hartplatz gespielt wird.
Seit 2012 dauert die Saisonpause am Ende des Jahres sieben statt wie zuvor fünf Wochen. Dies wurde vor allem durch eine Straffung des Turnierkalenders erreicht.

## Turniere im Überblick
| Jahr | Anzahl der Turniere | Anzahl der Turniere | Anzahl der Turniere | Kategorien | Kategorien       | Kategorien | Kategorien | Kategorien | Bodenbeläge | Bodenbeläge | Bodenbeläge | Freiplatz/Halle | Freiplatz/Halle | Preisgelder            | Preisgelder                         |
| ---- | ------------------- | ------------------- | ------------------- | ---------- | ---------------- | ---------- | ---------- | ---------- | ----------- | ----------- | ----------- | --------------- | --------------- | ---------------------- | ----------------------------------- |
|      | Gesamt              | Länder              | Kontinente          | Finale1    | ATP Masters 1000 | ATP 500    | ATP 250    | WTC2       | Hartplatz   | Sand        | Rasen       | im Freien       | Halle           | Ausgezahltes Preisgeld | Finanzielle Verpflichtung insgesamt |
| 2009 | 62                  | 32                  | 6                   | 1          | 9                | 11         | 40         | 1          | 36          | 21          | 5           | 46              | 16              | n. b.                  | n. b.                               |
| 2010 | 62                  | 32                  | 6                   | 1          | 9                | 11         | 40         | 1          | 36          | 21          | 5           | 46              | 16              | 81.236.440 $           | 95.551.000 $                        |
| 2011 | 63                  | 32                  | 6                   | 1          | 9                | 11         | 41         | 1          | 36          | 22          | 5           | 46              | 17              | 78.646.044 $           | 92.676.106 $                        |
| 2012 | 62                  | 31                  | 6                   | 1          | 9                | 11         | 40         | 1          | 35          | 22          | 5           | 44              | 18              | 83.312.914 $           | 97.672.318 $                        |
| 2013 | 62                  | 31                  | 6                   | 1          | 9                | 11         | 41         | -          | 35          | 22          | 5           | 44              | 18              | n. b.                  | n. b.                               |
| 2014 | 61                  | 31                  | 6                   | 1          | 9                | 11         | 40         | -          | 35          | 21          | 5           | 46              | 15              | n. b.                  | n. b.                               |
| 2015 | 62                  | 32                  | 6                   | 1          | 9                | 13         | 39         | -          | 35          | 21          | 6           | 47              | 15              | n. b.                  | n. b.                               |
| 2016 | 62                  | 32                  | 6                   | 1          | 9                | 13         | 39         | -          | 35          | 21          | 6           | 48              | 14              | n. b.                  | n. b.                               |
| 2017 | 64                  | 31                  | 6                   | 2          | 9                | 13         | 40         | -          | 36          | 21          | 7           | 48              | 15              | 284.490.379 $          | 299.926.262 $                       |
| 2018 | 64                  | 32                  | 6                   | 2          | 9                | 13         | 40         | -          | 35          | 21          | 7           | 48              | 15              |                        |                                     |
| 2019 | 63                  | 31                  | 6                   | 2          | 9                | 13         | 39         | -          | 35          | 20          | 7           | 47              | 15              |                        |                                     |
| 2020 | 63                  | 30                  | 6                   | 2          | 9                | 13         | 38         | 1          | 35          | 20          | 8           | 48              | 15              |                        |                                     |
| 2021 | 68                  |                     |                     | 2          | 9                | 13         | 38         | 1          | 35          | 25          | 8           |                 |                 |                        |                                     |
| 2022 | 68                  |                     |                     | 2          | 9                | 13         | 38         | 1          | 35          | 25          | 8           |                 |                 |                        |                                     |
| 2023 | 68                  |                     |                     | 2          | 9                | 13         | 38         | 1          | 35          | 25          | 8           |                 |                 |                        |                                     |
| 2024 | 68                  |                     |                     | 2          | 9                | 13         | 38         | 1          | 35          | 25          | 8           |                 |                 |                        |                                     |
| 2025 | 64                  |                     |                     | 2          | 9                | 16         | 30         | 1          |             |             |             |                 |                 |                        |                                     |

- 1 ATP Finals (Saisonabschlussturnier), ab 2017 auch Next Generation ATP Finals
- 2 ATP World Team Cup (Mannschaftsweltmeisterschaft bis 2012), ATP Cup (2020 bis 2022), ab 2023 United Cup.